# Armiak
Armiak to tkanina z wielbłądziej wełny sporządzana przez Tatarów. W Rosji to także chłopski kaftan zrobiony z tej tkaniny, lub z podobnego, sukiennego materiału. Rosyjska nazwa prostego chłopskiego przyodziewku przeszła do innych języków, między innymi polskiego i angielskiego.